# Macaco menjacrancs
El macaco menjacrancs (Macaca fascicularis) és un macaco que viu al sud-est asiàtic.
Els nounats tenen el pelatge de color negre, però els adults el tenen de color verd grisós o marró vermellós. Tenen el musell fosc. Els mascles tenen bigotis i les femelles tenen barba.
Pot fer fins a 50 cm de llargada, amb una cua de 50-60 cm. Els mascles pesen uns 5-7 kg i les femelles uns 3-4 kg.
Viu en grups que conté una mitjana de 30 exemplars, amb aproximadament 2,5 femelles per cada mascle.
En captivitat, pot viure fins a 30-35 anys.
Els macacs menjacrancs són omnívors i frugívors. Viuen en grups matrilineals de 10 a 85 individus cadascun amb filopatria femenina i mascles que emigren del grup natal durant la pubertat. Els macacs menjacrancs són l'únic mico del vell món conegut que utilitzi eines de pedra en la seva recerca diària d'aliments, i tenen un comportament de robatori i intercanvi en alguns llocs turístics.
El macac menjacranc és l'espècie de primats més comercialitzada, més sacrificada, més perseguida i més popular per a l'ús en la recerca científica. A causa d'aquestes amenaces, se li donà la categoria d'En perill d'extinció a la Llista Vermella de la UICN el 2022.

## Etimologia
Macaca prové de la paraula portuguesa macaco, que deriva de makaku, una paraula en ibinda, una llengua de l'Àfrica central (kaku significa mico en ibinda). L'epítet específic fascicularis fa referència a "una petita banda o ratlla" en llatí. Sir Thomas Raffles, que va donar a l'animal el seu nom científic el 1821, no va especificar què volia dir amb l'ús d'aquesta paraula.
A Indonèsia i Malàisia, el macac menjacrancs i altres espècies de macac es coneixen genèricament amb el nom de kera.
El macac menjacrancs té altres noms comuns. Sovint se'l coneix com a macac de cua llarga a causa de la seva cua, tan llarga com la resta del seu cos. El nom de macac menjacrancs es deu als freqüents albiraments de macacs en platges en busca de crancs. Un altre nom comú per a M. fascicularis, utilitzat sovint en entorns de laboratori, és el de mico cynomolgus, que deriva del grec Kynamolgoi o "multidors de gossos".

## Percepció i terminologia
Als macacs menjacrancs se'ls ha descrit de moltes maneres: intel·ligents, pestífers, explotats, sagrats, invasius.
L'any 2000 el macac menjacrancs va ser afegit a la llista de les 100 espècies més invasores. Per exemple, es consideren espècies exòtiques invasores a Maurici, on alguns estudis suggereixen que escampen llavors de plantes invasores, competeixen amb espècies autòctones com la guineu voladora de Maurici i tenen un impacte perjudicial sobre espècies autòctones amenaçades. Alguns estudis, però, assenyalen que la depredació d'ocells per part de macacs menjacrancs podria haver estat sobreestimada i que el principal motor d'extinció de les aus a Maurici ha estat la destrucció dels seus hàbitats per part dels humans. Aquesta discussió és significativa, ja que la percepció que els macacs menjacrancs són invasius i perjudicials per a la biodiversitat "autòctona" dels hàbitats on viuen s'utilitza com a justificació per al seu ús en la investigació biomèdica.

## Taxonomia
Anteriorment, els macacs menjacrancs es dividien en deu subespècies, però el macac de cua llarga filipí (Macaca fascicularis philippinensis) està en disputa i s'ha eliminat provisionalment de les avaluacions de la Llista Vermella de la UICN.
- Macaca fascicularis fascicularis, macac comú de cua llarga - Indonèsia, Malàisia, Filipines, Tailàndia, Cambodja, Singapur, Vietnam
- Macaca fascicularis aurea, macac birmà de cua llarga - Myanmar, Laos, Tailàndia occidental i sud
- Macaca fascicularis antriceps, macac de cua llarga de corona fosca - Illa de Kram Yai, Tailàndia
- Macaca fascicularis condorensis, macac de cua llarga Con Song – Illa Con Son, Illa Hon Ba, Vietnam
- Macaca fascicularis karimondjiwae, macac de cua llarga Karimunjawa - Illes Karimunjawa, Indonèsia
- Macaca fascicularis umbrosa, macac de cua llarga de Nicobar – Illes Nicobar, Índia
- Macaca fascicularis fusca, macac de cua llarga de Simeulue – Illa de Simeulue, Indonèsia
- Macaca fascicularis lasiae, macac de cua llarga Lasia - Illa Lasia, Indonèsia
- Macaca fascicularis tua, macac de cua llarga Maratua – Illa Maratua, Indonèsia

Macaca fascicularis fascicularis té la distribució geogràfica més gran, seguit de Macaca fascicularis aurea. Les altres set subespècies estan aïllades en illes petites. D'una banda, Macaca fascicularis antriceps, Macaca fascicularis condorensis i Macaca fascicularis karimondjiwae habiten petites illes de costes poc profundes, mentre que Macaca fascicularis umbrosa, Macaca fascicularis fusca, Macaca fascicularis lasiae i Macaca fascicularis tua habiten les illes envoltades d'aigües profundes.

## Evolució
El macac es va originar al nord-est d'Àfrica fa uns 7 milions d'anys i es va estendre per la major part de l'Àsia continental el 5,5 milions d'anys, dividint-se en quatre grups (sylvanus, sinica, silenus i fascicularis).
Anàlisis filogenètics semblen indicar que el grup fascicularis es va originar a partir d'una antiga hibridació entre els grups sinica i silenus fa 3,45-3,56 milions d'anys, poc després de la separació inicial de dos llinatges progenitors (protosinica i protosilenus) fa 3,86 milions. Aquesta divergència i la posterior hibridació es van produir durant les ràpides fluctuacions glacial-eustàtiques al Pleistocè primerenc: els alts nivells del mar podrien haver conduït a la separació inicial de protosinica i protosilenus mentre que la posterior baixada del nivell del mar hauria facilitat el contacte secundari necessari per a la hibridació.
El registre fòssil actual indica que els macacs menjacrancs van habitar la península de Sonda com a mínim des del Pleistocè primerenc, fa un milió d'anys. És probable que els humans introduguessin els macacs menjacrancs a les illes de Timor i Flores (al costat est de la línia de Wallace) fa uns 4.000-5.000 anys. De fet, els macacs menjacrancs són l'única espècie a banda i banda de la línia de Wallace a banda dels humans.

## Referències

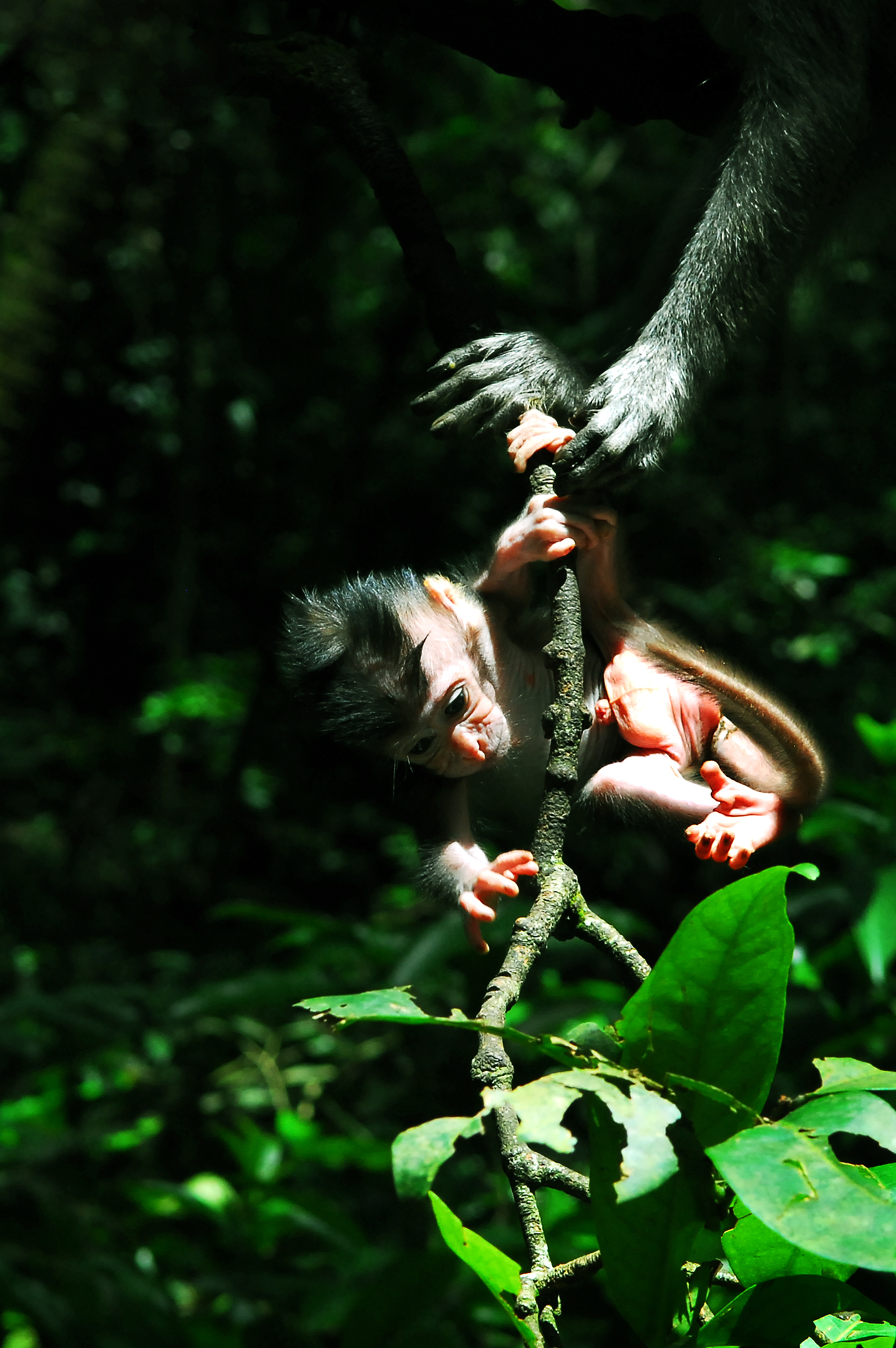
Macac adult menja cranc amb un nadó

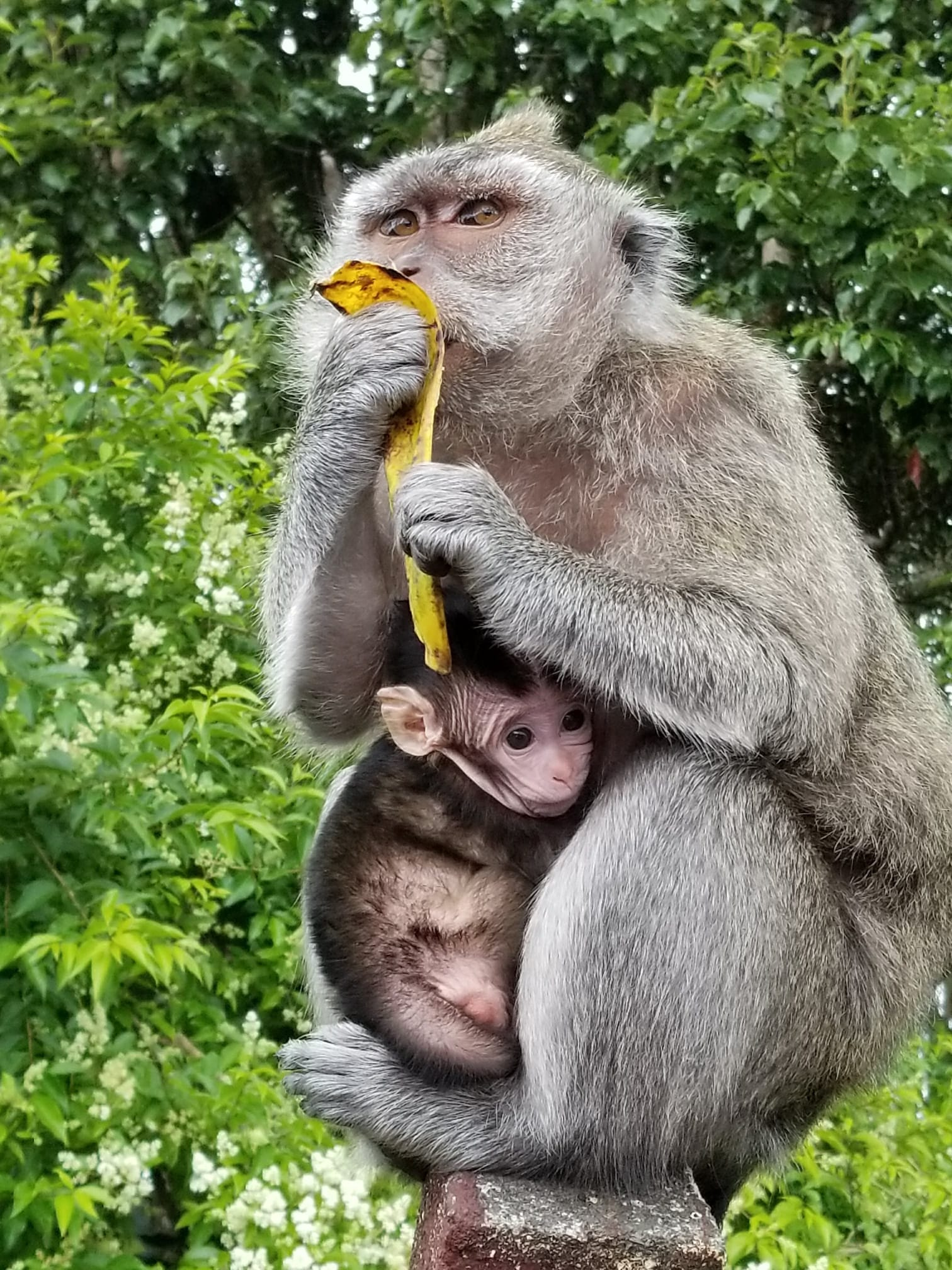
Macac menjacrancs i la seva cria menjant un plàtan a Maurici

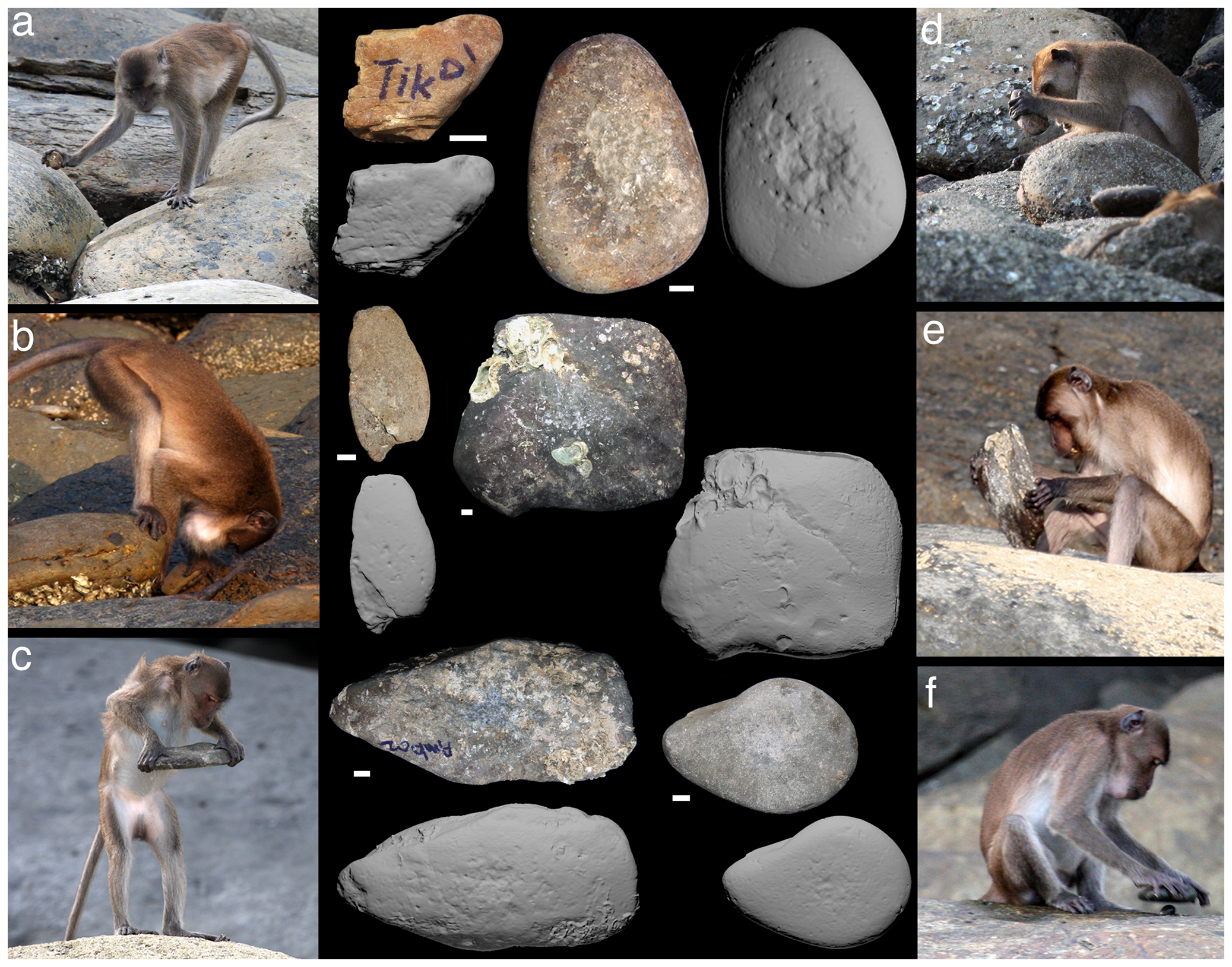
Ús d'eines de pedra pels macacs menjacrancs al parc nacional de Laem Son a Tailàndia

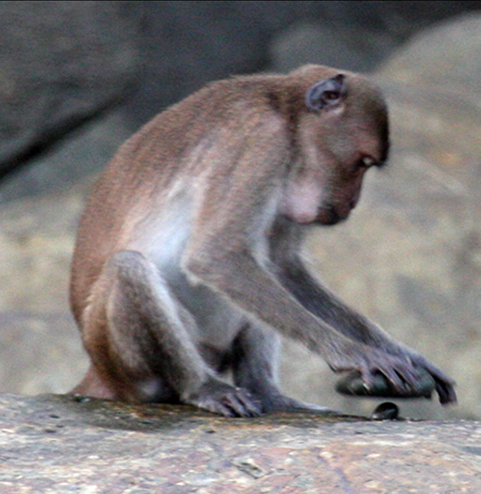
Un macac menjacrancs utilitzant una pedra com a eina